# Georg af Oldenburg
Peter Frederik Georg af Oldenburg (tysk: Peter Friedrich Georg) (født 9. maj 1784, død 27. december 1812) var en tysk fyrstelig, greve og senere prins i Oldenburg, og formelt en kort overgang guvernør for det russiske Guvernementet Estland i årene 1808-1809.
Georg af Oldenburg var søn af hertug Peter Frederik Ludvig af Oldenburg og bror til Paul Frederik August af Oldenburg. I 1809 blev han gift med zardatteren Katarina Pavlovna, storfyrstinde af Rusland (1788-1819), datter af Paul 1. af Rusland. Sammen fik de to sønner:
- Peter Georg Paul Alexander (1810–1829)
- Konstantin Frederik Peter (1812–1881)

## Eksterne links
- Wikimedia Commons har flere filer relateret til Georg af Oldenburg